# Los Super Reyes
Los Super Reyes son un grupo latino de cumbia mexicana proveniente de Texas, creado por Cruz Martínez. La música de este grupo musical abarca los estilos de la cumbia y el pop. El productor de la banda es Cruz Martínez, quien es además, el que escribe las canciones y toca teclados.

## Escándalos
Cruz Martínez fue demandado por Jo Joe por falta de pago, y más tarde la disquera le dio entrada al grupo a Mónica Palomino como segunda voz, con quien firmó contrato pero más tarde la cantante lo canceló, y se rumoró que había sido por incumplimiento de contrato.

## Integrantes

### Miembros actuales
- Cruz Martínez - Teclados (2007-presente)
- Fernando "Nando" Domínguez III - Vocalista (2007-2008, 2013-2015, 2018-presente)
- Frank "Pangie" Pangelinan, Jr. - Vocalista (2007-2015, 2017-2022, 2023-presente)
- Feliberto "Philly" González - Vocalista (2017-presente)
- Santana Olvera - Vocalista (2017-presente)
- Alex Rodríguez - Guitarra
- Max Urtaza- Bajo
- Garo - Bailarín
- Andhy - Bailarín
- Chris Yam - Bailarín
- Alan Pacheco - Bailarín

+ Gerardo Benavides - Bailarín
+ Alan Israel Arellano . Bailarín

### Antiguos miembros
- Robert "Robbie" Del Moral - Batería (2007-2008)
- Alex Ramírez - Teclados (2007-2009, 2017-2022)
- Roy "Slim" Ramírez - Percusiones (2007-2009, 2017-2022)
- Joseph "Jo Joe" Alicea López - Vocalista (2007-2010)
- Abel Talamántez - Vocalista (2007-2015, 2017)
- Anthony "Nino B" López - Bailarín (2007-2022)
- Juan Jesús "JP" Peña - Bailarín (2007-2022)
- Édgar "Papi Joe" Galindo Ibarra - Vocalista (2007-2009)
- Francisco "Pancho" García - Bajo (2007-2009)
- Reynold Martínez - Guitarrista (2007-2010)
- Ricardo "Megga" Velásquez - Rapero (2007-2010)
- Kelvin "Menor" Ramos - Rapero (2007-2010)
- Jasón "DJ Kane" Cano - Vocalista (2017-2022)

## Discografía

### Álbumes
- 2007: El regreso de los Reyes
- 2009: Cumbia con soul

### Sencillos
- 2007: "Muévelo"
- 2007: "Serenata (Estrellita Mía)"
- 2008: "Muchacha Triste"
- 2008: "Yo Seré"
- 2009: "Eres"
- 2009: "Todavía"
- 2012: "Eclipse"